# Espaces Marx
Espaces Marx est une association loi de 1901 fondée en 1995.
Elle se veut à la fois un centre de recherches, un lieu de réflexion et un espace de mise en réseau « à la croisée des mondes politiques, académiques, associatifs et syndicaux ». Initialement liée au Parti communiste français, elle est issue de l'Institut de recherches marxistes.

## Historique
Au début des années 1960, deux instituts de recherche sont rattachés au Parti communiste français : le Centre d'études et de recherches marxistes (CERM) qui de 1960 à 1979 a pour but de favoriser le travail de recherches au sein du PCF, la formation marxiste et le débat avec les intellectuels, et l'Institut Maurice Thorez (IMT) qui se donne pour mission de mener des recherches et des réflexions sur l'histoire. Lors du XXIIIe congrès du PCF, en 1979, ces deux instituts fusionnent pour faire naître l'Institut de recherches marxistes (IRM), dont Francette Lazard prend la direction. Lors de ce même congrès, la référence officielle au marxisme-léninisme est abandonnée en faveur d'une référence exclusive au marxisme. L'idée initiale consiste à créer un cadre dans lequel puisse venir s'intégrer des questionnements politiques qu'un parti politique est amené à se poser sans pour autant avoir le temps ni les ressources pour les intégrer dans son fonctionnement quotidien. La direction de l'IRM est alors nommée par la direction du PCF qui ensuite n'intervient pas et laisse la responsabilité à cet institut de « faire vivre un pluralisme de recherche fécond ». En 1995, l'IRM se transforme en Espaces Marx, avec l'accord de Georges Marchais.
Dès le milieu des années 1980 s'amorce une importante crise en interne de la direction du PCF, durant laquelle les premiers débats autour de la rénovation se font plus virulents. Pendant cette période, l'IRM, dans lequel se trouvent de nombreux contestataires, dont Lucien Sève et Roger Martelli, connaît une activité réduite. Cette crise perdure jusqu'au début des années 1990, quand la direction du PCF accepte de reconnaître la pluralité politique. Dans ce contexte, il est proposé de créer non plus une structure dépendante de la direction du parti mais un cadre associatif, lié au Parti communiste par contrat mais dont le cadre « serait librement constitué par les chercheurs qui le composent ».

### Le Centre d'études et de recherches marxistes (CERM) (1960-1979)
Créé en février 1960 à l'issue du XVe congrès du PCF — Léo Figuères (1918-2011) chargé du travail parmi les intellectuels en fut l’initiateur —, il a pour but de favoriser le travail de recherche interne dans le Parti communiste français, la formation marxiste et le débat avec les intellectuels. Il publie La Pensée. Revue du rationalisme moderne.
Les directeurs sont Roger Garaudy (1960-1969), puis Guy Besse (1969-1979) et Nicolas Pasquarelli. Les philosophes Georges Labica, Lucien Sève et Jacques Texier (proche du marxisme italien, notamment de Gramsci, et du PCI) y travaillèrent. Dans les années 1970, le CERM est un lieu de rencontres interdisciplinaires où se croisent des historiens, des anthropologues (Maurice Godelier), des linguistes (Michel Pêcheux), des psychiatres du mouvement désaliéniste tels Tony Lainé, Lucien Bonnafé, des économistes et des philosophes marxistes tels Louis Althusser, Étienne Balibar ou Nicos Poulantzas.
Colloques organisés:
- mai 1961: colloque de Royaumont « Quel avenir attend l'humanité ? »;

### L'Institut Maurice Thorez (IMT) (1966-1972)
Il rend hommage au secrétaire général du PCF décédé en 1964. 

Il a pour vocation d'engager réflexions et recherches sur l'Histoire.
Évolution et dénomination des Cahiers d'histoire :
1. Cahiers de l'Institut Maurice Thorez, Paris Institut Maurice Thorez, de 1966 à 1972
2. Cahiers d'histoire de l'Institut Maurice Thorez, Paris, Institut Maurice Thorez de 1972 à 1980
3. De 1980 à 1996 : Cahiers d'histoire de l'Institut de recherches marxistes devient Cahiers d'histoire Espaces Marx. Paris SEPIRM, puis IRM puis Espaces Marx 1980-1996  (bimestriel).
4. De 1996 à 2001 : Cahiers d'histoire : revue d'histoire critique. Paris Espaces Marx, 1996-2001 (trimestriel). La revue existe toujours en 2014, mais sans référence à Espaces Marx.

Il est présidé par Victor Joannès (1964-1972), puis par Jean Burles (1972-1979).

### La fusion en Institut de recherches marxistes (IRM) (1979-1995)
Le XXIIIe Congrès du PCF de 1979 prévoit, en même temps que l'abandon de la référence au marxisme-léninisme au profit d'une simple référence au marxisme, la fusion du CERM et de l'IMT en Institut de recherches marxistes. Francette Lazard en assume la direction jusqu'en décembre 1995, année de sa transformation en « Espaces marx ».
Dans les années 1990, l'IRM édite notamment la revue Société française.
Espaces Marx se définit comme « un lieu de rencontre, un laboratoire d’idées neuves, un espace largement ouvert à tous ceux qui veulent travailler à faire avancer une pensée émancipatrice ».

## Activités
L'activité d'Espaces Marx est organisée autour de plusieurs axes :
- Des publications sur des thématiques aussi variées que la transition énergétique, les droites populistes, la crise grecque ou encore la structuration des gauches radicales en Europe ou en Amérique Latine.
- Des conférences débats et des réunions publiques visant à faire vivre les débats d’idées au sein de la gauche de transformation sociale.
- Des contributions écrites et des vidéos, publiées principalement sur des médias en ligne.
- Des axes de travail autour de thématiques de recherche sur des enjeux politiques contemporains. Ces groupes associent chercheurs, intellectuels et militants politiques, associatifs et syndicaux pour croiser les regards et les expériences sur des sujets tels que les formes de mobilisations populaires, la définition de la crise du capitalisme, le travail aujourd’hui, l'évolution des valeurs, etc.

Espaces Marx participe également à la construction d’une alternative de transformation sociale à l’échelle européenne au sein du réseau Transform! qui regroupe 32 organisations de 21 pays différents et assure la fonction de Fondation Européenne du Parti de la Gauche Européenne (PGE). Transform! cherche à produire des réflexions, à faire émerger les débats pour étudier l’Europe actuelle, sa crise et les gauches radicales et ce par le biais de conférences, de groupes de travail et d’une publication annuelle : le Yearbook. Cette publication est venue remplacer, depuis 2015, la revue trimestrielle Transform! publiée depuis 2008.